# Hollinsclough
Hollinsclough is een civil parish in het bestuurlijke gebied Staffordshire Moorlands, in het Engelse graafschap Staffordshire.

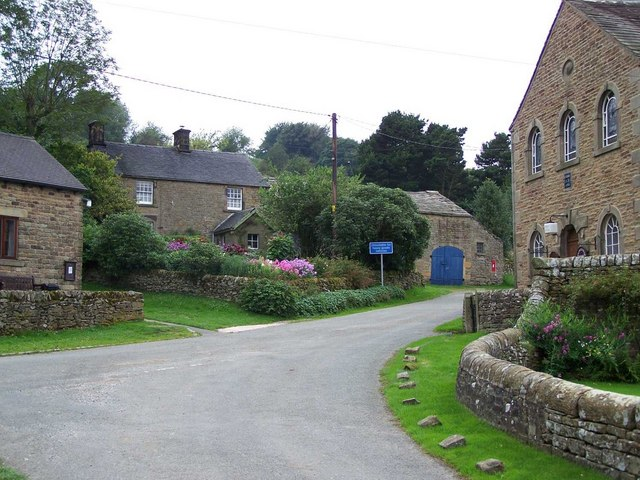